# Postkomunizm
Postkomunizm – okres transformacji politycznej i gospodarczej w byłych państwach komunistycznych po upadku bloku wschodniego, w których nowe rządy dążyły do demokratyzacji, stworzenia społeczeństwa obywatelskiego i odbudowy wolnego rynku (zob. Jesień Ludów, rozpad ZSRR, transformacja systemowa w Polsce).
Termin „postkomunizm” określa także cechy ustroju, rozumianego jako epoka: społeczeństwo, ekonomię, politykę, kulturę. Funkcjonuje także termin postkomuna, który używany jest dla określenia postkomunistów lub politycznych ugrupowań postkomunistycznych. Nie odnosi się jednak do zmodyfikowanej formy komunizmu, którą określa się jako neokomunizm.

## Postkomunizm w polityce i gospodarce
Termin „postkomunizm” używany jako określenie systemu politycznego i gospodarczego, który łączy w sobie cechy rządów totalitarnych (m.in. sprawowanie władzy przez nomenklaturę, niszczenie opozycji, stosowanie metod sprzecznych z prawem w walce politycznej) z budowaniem społeczeństwa obywatelskiego. Postkomunizm istnieje równolegle z demokracją i wolnym rynkiem.
Mianem postkomunizmu określa się też okres przejściowy w historii państw „demokracji ludowej”, także w formie pejoratywnego określenia działalności polityków i partii powiązanych z upadającymi reżimami. W publicystyce funkcjonuje także określenie „partia postkomunistyczna” – jest to partia polityczna działająca w warunkach demokracji, ale powstała z przekształcenia dominującej partii komunistycznej (monopartii) lub utworzona przez działaczy takiej partii.
Określenia „postkomunista” czy „partia postkomunistyczna” stosowane bywają również wobec polityków zagranicznych z krajów byłego bloku wschodniego. Można zatem mówić o postkomunistach czeskich czy węgierskich.

## Postkomunizm w Polsce
W Polsce postkomunistami nazywa się przede wszystkim polityków istniejącego jako partia polityczna w latach 1999–2021 Sojuszu Lewicy Demokratycznej (SLD) i wywodzących się z niego polityków istniejącej od 2004 roku Socjaldemokracji Polskiej (SdPl). Wielu polityków zrzeszonych w tych ugrupowaniach należało do Socjaldemokracji Rzeczypospolitej Polskiej (SdRP) – partii politycznej utworzonej w 1990 przez działaczy rozwiązanej Polskiej Zjednoczonej Partii Robotniczej. SdRP wchodziła w latach 1991–1999 w skład koalicji wyborczej i klubu parlamentarnego SLD. W 1999 po przekształceniu Sojuszu Lewicy Demokratycznej w jednolitą partię polityczną rozwiązała się. Oprócz SdRP partiami wywodzącymi się z PZPR były także krytyczna wobec wielu aspektów PRL Polska Unia Socjaldemokratyczna (która weszła w skład postsolidarnościowej Unii Pracy) i odwołujący się wprost do komunizmu Związek Komunistów Polskich „Proletariat” (jego dawni działacze tworzą od 2002 Komunistyczną Partię Polski). Wielu działaczy dawnej PZPR znalazło się również w szeregach Samoobrony RP.
Określenia „postkomuna”, „postkomunista”, „partia postkomunistyczna” odnoszą się przede wszystkim do politycznego rodowodu danej osoby lub ugrupowania politycznego – decyduje tutaj sam fakt przynależności do partii komunistycznej lub sprawowania eksponowanej funkcji w strukturach państwa przed 1989. Nie bez znaczenia jest również aktualna przynależność partyjna – z uwagi na fakt, że terminy te wykorzystywane są w walce politycznej, mianem postkomunistów określa się często jedynie przeciwników politycznych.
Trudno o wskazanie grupy poglądów właściwych postkomunistom. Żadna z partii określanych jako postkomunistyczne nie odwołuje się do założeń postkomunizmu jako ideologii. Analizując wypowiedzi o postkomunistach wywnioskować można, że chodzi o osoby, które przed 1989:
- zajmowały eksponowane stanowiska państwowe lub partyjne, a także korzystały z przywilejów zarezerwowanych dla rządzących,
- identyfikowały się z poglądami reprezentowanymi przez dominującą partię komunistyczną,
- aprobowały system polityczny oparty na dominującej pozycji PZPR i sojuszu z ZSRR,
- działały przeciwko opozycji demokratycznej i przeciwko przemianom demokratycznym, a po 1989:
  - nadal prowadzą działalność polityczną,
  - należą do partii politycznych wywodzących się z PZPR,
  - mają życzliwy stosunek do czasów PRL.

Pod adresem postkomunistów wysuwanych jest wiele zarzutów. Partie prawicowe od 1990 dążyły do usunięcia postkomunistów z polityki i życia społecznego. Służyć temu miała lustracja i dekomunizacja, której częścią jest m.in. dezubekizacja.